# Joseph H. Ball

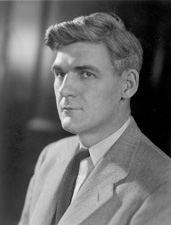
Joseph H. Ball

Joseph Hurst Ball (* 3. November 1905 in Crookston, Polk County, Minnesota; † 18. Dezember 1993 in Chevy Chase, Maryland) war ein US-amerikanischer Politiker (Republikanische Partei), der den Bundesstaat Minnesota im US-Senat vertrat.

## Frühe Jahre und beruflicher Aufstieg
Joseph Ball machte 1922 seinen High-School-Abschluss. Um sein Studium am Antioch College in Yellow Springs (Ohio) zu finanzieren, übte er zahlreiche Tätigkeiten aus; unter anderem war er als Bauarbeiter, im Maisanbau und in einer Fabrik beschäftigt. Ab 1925 setzte er seine Ausbildung zunächst an der State Normal School von Wisconsin in Eau Claire fort; dann wechselte er an die University of Minnesota. Einen Hochschulabschluss erlangte er jedoch nie.
1927 nahm Ball eine Stelle als Zeitungsreporter beim Minneapolis Journal an. Danach war er zunächst als freier Journalist tätig und verfasste auch Kurzgeschichten für Pulp-Magazine, ehe er eine Festanstellung bei der St. Paul Pioneer Press erhielt. 1934 stieg er bei dieser Zeitung zum Korrespondenten für Staatspolitik auf und schloss auf diesem Weg Freundschaft mit dem späteren Gouverneur Harold Stassen, zu diesem Zeitpunkt stellvertretender Bezirksstaatsanwalt. In seinen Artikeln äußerte Ball sich kritisch zur Politik von Präsident Franklin D. Roosevelt, zeigte sich aber auch als Gegner isolationistischer Bestrebungen.

## US-Senator
Als US-Senator Ernest Lundeen von der Farmer-Labor Party am 31. August 1940 bei einem Flugzeugabsturz ums Leben kam, ernannte der inzwischen zum Gouverneur gewählte Harold Stassen seinen Freund Joseph Ball zu dessen Nachfolger. Er nahm sein Mandat in Washington ab dem 14. Oktober 1940 wahr und war zu diesem Zeitpunkt das jüngste Mitglied des Senats. Dies blieb er allerdings zunächst nur bis zum Dezember desselben Jahres, als der im August 1906 geborene Berkeley L. Bunker aus Nevada in den Senat einzog.
Nachdem Ball seinen Amtseid abgelegt hatte, überraschte er die konservativen Mitglieder seiner Fraktion mit seiner ersten Rede, als er die Vereinigten Staaten dazu aufrief, Großbritannien im Kampf gegen Hitler zur Seite zu stehen. Er bezeichnete das Vereinigte Königreich als „eine Barriere zwischen uns und jeglichen Plänen, die Hitler und seine Alliierten auf diesem Kontinent haben mögen“. Zwar war er weiterhin ein Gegner des New Deal, unterstützte aber Roosevelts Außenpolitik. So stimmte er für das Leih- und Pachtgesetz, obwohl sich seine Wähler in Briefen an ihn deutlich dagegen ausgesprochen hatten. Nach dem Angriff auf Pearl Harbor änderte sich die Bewertung des Senators durch die Bürger Minnesotas, die nun seine Weitsicht schätzten. Dies wurde auch durch zwei Titelseiten des Daily Sentinel, einer Tageszeitung aus Fairmont, deutlich, deren Überschrift nach seiner Ernennung lautete: „Joe Ball for U.S. Senator! Good God!“ („Joe Ball ist US-Senator! Oh Gott!“). Nach seiner Wiederwahl titelte das Blatt: „Joe Ball for U.S. Senator! Thank God!“ („Joe Ball ist US-Senator! Gottseidank!“)
Balls Amtszeit als ernannter Nachfolger Ernest Lundeens endete am 18. November 1942; zur Nachwahl für die verbleibenden zwei Monate der Legislaturperiode trat er nicht an. Der dort siegreiche Arthur E. Nelson wurde dann wiederum von Ball abgelöst, der die Wahl für die nächste Legislaturperiode mit knapp 47 Prozent der Stimmen gegen Elmer Austin Benson für sich entschieden hatte. Er kehrte am 3. Januar 1943 in den Senat zurück und verblieb dort bis zum 3. Januar 1949. Während dieser Zeit gehörte er zum Kreis der vier Senatoren, die das Gesetz zur Einrichtung der Vereinten Nationen einbrachten. Im Jahr 1948 scheiterte er beim Wiederwahlversuch am Demokraten Hubert H. Humphrey.
Ball, der auch während seiner Zeit als Politiker stets seine Kolumne für die Pioneer Press verfasst hatte, kehrte endgültig in den Journalismus zurück und schrieb Kommentare zur amerikanischen Außenpolitik. Außerdem schlug er eine Laufbahn als Wirtschaftsmanager im Schiffbau ein. 1982 ging er in den Ruhestand, den er auf einer Farm nahe Front Royal (Virginia) verbrachte.